# بيسي براون
بيسي براون (بالإنجليزية: Bessie Brown)‏ هي مغنية أمريكية، ولدت في 1895 في كليفلاند في الولايات المتحدة، وتوفي بنفس المكان في 1955 بسبب نوبة قلبية.

## وصلات خارجية
- بيسي براون على موقع ميوزك برينز (الإنجليزية)
- بيسي براون على موقع ميوزك برينز (الإنجليزية)
- بيسي براون على موقع أول ميوزيك (الإنجليزية)
- بيسي براون على موقع ديسكوغز (الإنجليزية)
- بيسي براون على موقع ديسكوغز (الإنجليزية)